# SO504i
ムーバ SO504i（ムーバ エス オー ごー まる よん アイ）は、ソニー・エリクソン・モバイルコミュニケーションズ（現ソニーモバイルコミュニケーションズ）製のNTTドコモの第二世代携帯電話(mova)端末である。
本項では、SO504iをベースにFeliCaを搭載した試作機、ムーバ SO504iC（ムーバ エス オー ごー まる よん アイ シー）についても解説する。

## 概要
ムーバ50Xシリーズでは初めてソニーエリクソン製となったモデル。SO端末初の赤外線通信が搭載された。背面ディスプレイのメール通知時にソニー・コンピュータエンタテインメントのキャラクター、「トロ」が登場する。
SO504iCは、本機をベースにFeliCaを搭載した試作機である。N504iCとともに、「iモードFeliCaプレビューサービス」というフィールド実験として利用された。その後、ソニーエリクソンでは、Felicaを搭載したムーバ携帯電話のSO506iCを2004年に発売している。

## 歴史
- 2002年3月1日　　電気通信端末機器審査協会(JATE)による技術基準適合認定の設計認証（設計認証番号A02-0161JP、J02-0040）
- 2002年3月18日　 テレコムエンジニアリングセンター(TELEC)による技術基準適合証明の工事設計認証（工事設計認証番号01WAA1018）
- 2002年5月31日　 ドコモから発表。
- 2002年6月3日　　発売。
- 2003年6月26日　 SO504iCのTELECによる技術基準適合証明の工事設計認証（工事設計認証番号01WAA1107）
- 2003年7月2日　　SO504iCのJATEによる技術基準適合認定の設計認証（設計認証番号A03-0372JP、J03-0053）
- 2003年12月17日　フィールド実験用に、SO504iCがN504iCとともに関係企業に配布される。
- 2012年3月31日　 movaサービス終了により使用はこの日限りとなる。